# Kamenjani
Kamenjani (en serbe cyrillique : Камењани) est un village de Serbie situé sur le territoire de la ville de Kraljevo, district de Raška. Au recensement de 2011, il comptait 252 habitants.

## Démographie
| 1948 | 1953 | 1961 | 1971 | 1981 | 1991 | 2002 | 2011 |
| ---- | ---- | ---- | ---- | ---- | ---- | ---- | ---- |
| 333  | 360  | 387  | 340  | 322  | 311  | 283  | 252  |

|  |